# Никитина, Милена Владимировна
Милена Владимировна Никитина (20 января 2000, Москва) — российская футболистка, защитница московского «Динамо».

## Биография
Воспитанница футбольной школы «Чертаново» (Москва), первый тренер — Роман Езопов. В 2016—2017 годах выступала за молодёжный состав «Чертаново» в первом дивизионе и дважды становилась бронзовым призёром соревнований. В 2016 году в матче за третье место против «Россиянки-УОР» (2:0) забила один из голов.
В сезоне 2018 года выступала за ижевское «Торпедо», проводившее дебютный матч в высшем дивизионе. Свой первый матч провела 18 апреля 2018 года против «Кубаночки». Всего за сезон приняла участие во всех 14 матчах чемпионата.
В 2019 году выступала в мини-футболе за московское «Строгино».
С 2020 по 2022 годы играла за клуб «Звезда-2005» (Пермь). Бронзовый призёр чемпионата России 2020 года.
В январе 2023 года перешла в московское «Динамо».
Играла за юниорскую и молодёжную сборную России.